# NGC 1341
NGC 1341 (również PGC 12911) – galaktyka spiralna z poprzeczką (SBab), znajdująca się w gwiazdozbiorze Pieca. Została odkryta 29 listopada 1837 roku przez Johna Herschela. Galaktyka ta należy do gromady w Piecu.